# Bondareve, Novoarhanhelsk
Bondareve (în ucraineană Бондареве) este un sat în comuna Nadlak din raionul Novoarhanhelsk, regiunea Kirovohrad, Ucraina.

## Demografie
Componența lingvistică a localității Bondareve
     Ucraineană (100%)
Conform recensământului din 2001, toată populația localității Bondareve era vorbitoare de ucraineană (100%).